# Bruiser Brody
Frank Donald Goodish, noto come Bruiser Brody (Detroit, 18 giugno 1946 – Bayamón, 17 luglio 1988), è stato un wrestler statunitense.
Era noto per il suo stile prettamente rissoso e non collaborativo con i compagni. Si rese particolarmente popolare in Giappone durante il periodo passato nella New Japan Pro-Wrestling e nella All Japan Pro Wrestling.
Venne assassinato nel luglio del 1988 a Porto Rico dal collega Invader 1 poco prima di un incontro che l'avrebbe visto opposto a Dan Spivey; un mese dopo la sua morte, la AJPW in collaborazione con Giant Baba organizzò l'evento Bruiser Brody Memorial Show in onore del deceduto wrestler, evento al quale presero parte atleti del calibro di Wajima Hiroshi, Jimmy Snuka, Johnny Ace, Tiger Mask II, Stan Hansen, Abdullah the Butcher e Jumbo Tsuruta.

## Carriera

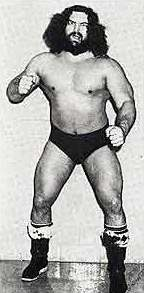
Brody nel 1977

Brody lottò come freelance in svariate federazioni incluse la National Wrestling Alliance, la Central States Wrestling, la World Wide Wrestling Federation, la Southwest Championship Wrestling, la Windy City Wrestling, la Texas All Star Wrestling, la World Wrestling Council, la Deep South Wrestling, la Championship Wrestling from Florida, l'American Wrestling Association, e la World Class Championship Wrestling. Negli Stati Uniti, ebbe numerosi feud con lottatori quali Kamala, Abdullah the Butcher, e Jerry Blackwell. In Giappone, combatteva spesso in coppia con Stan Hansen. Brody aveva la reputazione di combattente duro, che si rifiutava di "simulare" gli incontri, nel limite del possibile. Lottò anche sotto l'identità di Red River Jack in Texas, durante una faida che lo vide contrapposto agli uomini di Gary Hart e all'Army di Skandor Akbar nella World Class Championship Wrestling, e per brevissimo tempo come Masked Marauder nell'AWA.

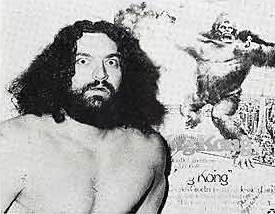
Bruiser Brody, Big Time Wrestling, 21 giugno 1977

Nel 1985, passò un breve periodo nella New Japan Pro-Wrestling scontrandosi con Antonio Inoki e molti dei loro match terminarono senza un vincitore o per squalifica. Nel 1987, Brody iniziò a lavorare principalmente per la World Wrestling Council di Porto Rico dopo essere stato licenziato dalla New Japan. Brody continuò il suo feud con Abdullah "il macellaio", e si scontrò anche con Carlos Colón, l'eroe locale. Fece brevemente ritorno nella All Japan Pro Wrestling per vincere il suo ultimo NWA International Heavyweight Championship. Il 15 aprile 1988, il primo tentativo di creare il titolo Triple Crown Heavyweight Championship ebbe luogo quando Bruiser Brody affrontò nuovamente il campione NWA United National e PWF Genichiro Tenryu; il risultato del match fu un doppio conteggio fuori dal ring. Brody perse poi il titolo contro Jumbo Tsuruta quattro giorni dopo.
Brody ebbe un famigerato cage match con Lex Luger in Florida nella NWA Florida nel gennaio 1987. A metà incontro, Brody smise improvvisamente di combattere restando immobile nel ring. Luger e Bill Alfonso, l'arbitro della contesa, rimasero sbalorditi e cercarono di parlare a Brody che però non rispondeva. Luger e Alfonso decisero di accantonare il finale pianificato del match e Alfonso squalificò Luger per aver colpito ripetutamente Brody con il pugno chiuso. Dopo il match, Luger chiese spiegazioni a Brody del suo comportamento non professionale chiedendogli se per caso si fosse offeso per qualcosa accaduto durante il match nella gabbia, ma egli rispose di "no". Brody non spiegò mai chiaramente le ragioni del suo comportamento, adducendo come scusa solo il fatto che "il match non gli sembrava funzionare". In una successiva intervista, Bill Alfonso disse che si verificò un problema di comunicazione su chi tra Luger e Brody avrebbe dovuto condurre il match e che, inoltre, sussistevano all'epoca dei problemi tra Brody e la dirigenza della federazione, per causa dei quali Goodish decise di mettere in imbarazzo i promoter della stessa mandando al diavolo l'incontro.

## Vita privata
Goodish si è sposato due volte, la prima il 4 giugno 1968 con Nola Marie Neece; ma il matrimonio fu di breve durata e la coppia divorziò il 12 ottobre 1970. La seconda moglie di Goodish, Barbara, rimase con lui fino alla sua morte nel 1988. Insieme ebbero un figlio di nome Geoffrey Dean, nato il 7 novembre 1980.

## La morte
Il 16 luglio 1988, Brody era nello spogliatoio in attesa di disputare un match contro Dan Spivey a Bayamón (città vicino a San Juan, Porto Rico), quando José Huertas González, ex lottatore e booker, gli chiese di andare nelle docce per discutere di affari. Brody entrò nel locale docce e pochi minuti dopo scoppiò una forte lite tra i due, seguita da due gemiti, forti abbastanza da essere uditi in tutti gli spogliatoi. Tony Atlas corse nelle docce e vide Brody piegato su sé stesso mentre si toccava lo stomaco. Atlas scorse allora González e vide che impugnava un coltello. Quando arrivarono i paramedici, fu Atlas che portò il corpo di Brody giù dalle scale in attesa dell'ambulanza, perché, data la notevole stazza di Brody, gli infermieri non erano in grado di trasportarlo giù in barella. Le ultime parole di Brody (come riportato da Atlas) furono: «Dite al mio figlioletto che lo amo, e dite a mia moglie che amo anche lei, tanto». González, che sostenne sempre la sua innocenza, venne inizialmente accusato di omicidio di primo grado ma in seguito l'accusa venne commutata in omicidio involontario. Nel gennaio 1989, González venne prosciolto da ogni accusa, avvalendosi della tesi della legittima difesa. Carlos Colón testimoniò in favore di González durante il processo.

## Bruiser Brody nei videogiochi
Grazie alla popolarità ottenuta in Giappone durante gli anni ottanta Bruiser Brody fu spesso fonte d'ispirazione per gli sviluppatori nipponici di videogiochi, in particolare quelli di genere picchiaduro.
Diversi personaggi di opere ludiche del paese del sol levante (e non) si rifanno esteticamente a Bruiser Brody sia nei dettagli del volto come la lunga barba e la folta chioma che nei tipici stivali ricoperti di pelo che solitamente portava:
- in Mat Mania: The Prowrestling Network, videogioco sviluppato dalla Technos Japan Corporation e pubblicato dalla Taito (1985), l'antagonista principale è esteticamente ispirato da Bruiser Brody e in una delle versioni del gioco il suo nome è "Blues Bloody", nome che se scritto in katakana (sistema di scrittura giapponese per la trascrizione di parole straniere) appare quasi identico al nome del wrestler.
- in Wrestle War della SEGA (1989) il lottatore Sledge Hammer è chiaramente ispirato a Bruiser Brody.
- in Vendetta della Konami (1991) il boss del secondo livello, Missing Link, è nel volto ispirato a Bruiser Brody.
- in Cadillacs and Dinosaurs della Capcom (1993) il boss del terzo livello, Hogg, è un biker con barba, capelli lunghi e stivali pelosi.
- il personaggio Marstorius del picchiaduro Fighter's History della Data East (1993) è chiaramente ispirato a Bruiser Brody.
- il personaggio Roy Wilson del picchiaduro 3 Count Bout dell'SNK (1993) è chiaramente ispirato a Bruiser Brody.
- il personaggio King Rasta Mon del picchiaduro Saturday Night Slam Masters della Capcom (1993) è chiaramente ispirato a Bruiser Brody.
- in WCW vs. the World della AKI Corporation (1996) tra i wrestler che non riportano il vero nome di un atleta esistente vi è Grizz Lee che è la riproduzione di Bruiser Brody.
- Bruiser Brody è presente anche nei giochi sviluppati da Mat Dickie Wrestling Revolution (2013), Wrestling Revolution 3D (2014) e Wrestling Empire (2021), venendo collocato nel roster della Rising Sun Puroresu (che è la parodia delle federazioni giapponesi NJPW e AJPW) con il nome di "Ruthless Rufus"

## Epigono
- Alla gimmick interpretata da Goodish si ispirò John Nord per il personaggio di The Berzerker, che militò nella WWF/E all'inizio degli anni novanta.

## Personaggio
- Mossa finale
  - Jumping knee drop, talvolta dalla corda più alta.
- Manager
  - Downtown Bruno[6][7]
  - Oliver Humperdink[8]
- Musica d'entrata
  - Immigrant Song dei Led Zeppelin

## Titoli e riconoscimenti
- All Japan Pro Wrestling
  - NWA International Heavyweight Championship (3)[9]
  - PWF World Tag Team Championship (1) –  con Stan Hansen[10]
  - World's Strongest Tag Determination League (1981) – con Jimmy Snuka
  - World's Strongest Tag Determination League (1983) – con Stan Hansen
  - January 3 Korakuen Hall Heavyweight Battle Royal (1979)[11]
- Central States Wrestling
  - NWA Central States Heavyweight Championship (1)[12]
  - NWA Central States Tag Team Championship (1) – con Ernie Ladd[13]
- Championship Wrestling from Florida
  - NWA Florida Heavyweight Championship (1)[14]
- National Wrestling Federation
  - NWF International Championship (1 time)[15]
- NWA Big Time Wrestling / World Class Wrestling Association
  - NWA American Heavyweight Championship (4)[16]
  - NWA American Tag Team Championship (3) – con Kerry Von Erich[17]
  - NWA Brass Knuckles Championship (Texas version) (6)[18]
  - NWA Texas Heavyweight Championship (1)[19]
  - NWA Texas Tag Team Championship (3) – con Mike York (1), Gino Hernandez (1), e Kerry Von Erich (1)[20]
  - WCWA Television Championship (1)[21]
- NWA Tri-State
  - NWA United States Tag Team Championship (Tri-State version) (2) – con Stan Hansen[22]
- NWA Western States Sports
  - NWA Western States Heavyweight Championship (1)[23]
- Professional Wrestling Hall of Fame
  - Classe del 2014[24]
- Pro Wrestling Illustrated
  - Editor's Award (1988)
  - 14º nella lista dei 500 migliori wrestler singoli nei "PWI Years" del 2003
- Southwest Championship Wrestling
  - SCW Southwest Brass Knuckles Championship (1)[25]
  - SCW World Tag Team Championship (1) – con Dick Slater[26]
- St. Louis Wrestling Hall of Fame
  - Classe del 2007
- Tokyo Sports
  - Lifetime Achievement Award (1988)[27]
- World Wrestling Association
  - WWA World Heavyweight Championship (1)[28]
- WWE
  - WWE Hall of Fame (2019)
- Wrestling Observer Newsletter
  - 5 Star Match (1984) con Stan Hansen vs. Dory e Terry Funk l'8 dicembre
  - Best Brawler (1980–1984, 1987, 1988)
  - Wrestling Observer Newsletter Hall of Fame (Classe del 1996)